# ホビーステーション
ホビーステーションは、 東京都千代田区が本社のフィギュア、テーブルゲームの企画・製造・販売、出版物の編集業務等を行っている株式会社アークライトが運営しているトレーディングカードゲーム（TCG）ショップである。
現在、関東・東北・中部・近畿・中国・九州地区及び インドネシアに36店舗を展開している。

## 店舗一覧
詳細は店舗一覧も参照。
太字は直営店、標準文字は代理店となるが、2025年6月の天神店閉店に伴い、代理店は日本国内に於いて1店舗も無くなっている。

### 営業中の店舗
東京都
- 秋葉原本店（千代田区）
- 秋葉原買取センター（千代田区）
- 秋葉原駅前店（千代田区）- 秋葉原ラジオ会館旧本館2階→同1号館B1階を経て、2014年7月20日に同新本館2階に再移転した。
- 秋葉原ラジオ会館店（千代田区）- 秋葉原ラジオ会館新本館1階
- 池袋本店（豊島区）
- 町田店（町田市）

宮城県
- 仙台駅前店（仙台市青葉区）

神奈川県
- 横浜店（横浜市西区）
- 川崎店（川崎市川崎区）
- 溝口店（川崎市高津区）
- 湘南藤沢OPA店（藤沢市）
- 本厚木店（厚木市）

千葉県
- GLOBO蘇我店（千葉市中央区）
- 千葉駅前店（千葉市中央区）
- 松戸店（松戸市）
- 津田沼店（船橋市）

埼玉県
- 大宮店（さいたま市大宮区）
- 所沢店（所沢市）
- 南越谷店（越谷市）

石川県
- 金沢店（金沢市）

愛知県
- 名古屋大須本店（名古屋市中区）
- 大須万松寺通店（名古屋市中区）
- 名駅店（名古屋市中村区）
- 名駅2号店（名古屋市中村区）

京都府
- イオンモールKYOTO店（京都市南区）

大阪府
- 日本橋本店（大阪市浪速区）
- 日本橋2's店（大阪市浪速区）

兵庫県
- 神戸三宮店（神戸市中央区）

広島県
- 広島店（広島市中区）
- 広島2号店（広島市中区）

福岡県
- 小倉店（北九州市小倉北区）

インドネシア
- HOBBYSTATION Headquarters（南ジャカルタ）
- HOBBYSTATION Mola（北ジャカルタ）
- HOBBYSTATION Citra（西ジャカルタ）
- HOBBYSTATION Hideout（ジョグジャカルタ）
- HOBBYSTATION Legion（中央ジャカルタ）

### 閉店店舗
- モラージュ菖蒲店（埼玉県久喜市）- 2010年（平成22年）12月25日閉店
- 高円寺店（東京都杉並区）- 川越に移転
- 新宿小滝橋通店（東京都新宿区）- 2011年（平成23年）5月31日閉店
- 川崎店（川崎市川崎区）- 2011年（平成23年）5月31日閉店
- コトブキヤ秋葉原ラジオ会館店（東京都千代田区）- 移転した秋葉原駅前店と統合
- 稲毛海岸マリンピア店（千葉市美浜区）- 2011年（平成23年）9月19日閉店
- 府中店（東京都府中市）- 2011年（平成23年）12月31日閉店
- 草加店（埼玉県草加市）- 2012年（平成24年）1月31日閉店
- 大府店（愛知県大府市）- 有松に移転
- 名古屋ベイシティ店（名古屋市港区）- 2012年（平成24年）4月15日閉店
- 旧・刈谷店（愛知県刈谷市）- エルシティ刈谷に移転
- 天童店（山形県天童市）
- オタロード店（大阪市浪速区）
- なんば店（大阪市浪速区）
- 高槻市駅前店（大阪府高槻市）
- 三宮店（神戸市中央区）
- 八王子店（東京都八王子市）- 2013年（平成25年）3月17日閉店
- 東浦店（愛知県知多郡東浦町）- 2013年（平成25年）6月9日を以て閉店し、阿久比に移転
- 岡崎店（愛知県岡崎市）- 2013年（平成25年）7月7日閉店
- 四日市店（三重県四日市市）- 2013年（平成25年）7月7日閉店
- 八事店（名古屋市昭和区）- 2013年（平成25年）9月8日閉店
- 岡山運動公園店（岡山市北区）- 岡山店（旧・東岡山店）と統合
- 日本橋店（大阪市浪速区）
- 日本橋5's店（大阪市浪速区）
- 天王寺店（大阪市天王寺区）

日本橋店、5's店、天王寺店の3店は、日本橋本店、2's店に移転・統合
- エルシティ刈谷店（愛知県刈谷市）- 2014年（平成26年）5月6日閉店
- 旧・蒲田店（東京都大田区）- 2014年（平成26年）8月31日閉店
- 京都北大路店（京都市北区）- 2014年（平成26年）10月13日閉店
- 阿久比店（愛知県知多郡阿久比町）- 東浦店の後継店舗。2016年（平成28年）1月4日を以て閉店し、半田に再移転
- 有松店（名古屋市緑区）- 大府店の後継店舗
- 西尾シャオ店（愛知県西尾市）
- 半田店（愛知県半田市）- 阿久比店の後継店舗

有松店、西尾シャオ店、半田店の3店は2016年（平成28年）12月31日を以て加盟店契約満了に伴い、別会社が運営する「カードゲームショップ プレイズ」に業態変更
- 久留米店（福岡県久留米市）- 2018年（平成30年）2月28日閉店
- 仙台駅前2号店（仙台市青葉区）- 2018年（平成30年）3月21日に仙台駅前店と統合
- サンライズ蒲田店（東京都大田区）- 2018年（平成30年）9月30日閉店
- 岡山店（岡山県岡山市中区） - 旧・東岡山店、2018年（平成30年）9月30日閉店
- 横須賀中央店（神奈川県横須賀市）- 2019年（平成31年）1月14日閉店
- 藤沢プラザ店（神奈川県藤沢市）- 2019年（平成31年）2月17日を以て閉店し、藤沢OPAに移転
- 川越店（埼玉県川越市）- 高円寺店の後継店舗
- 名古屋ささしま店（名古屋市中村区）- 2019年（令和元年）9月29日を以て閉店し、名駅2号店に移転
- 横浜店（横浜市西区）- 2020年（令和2年）6月28日閉店
- 立川店（東京都立川市）- 2020年（令和2年）8月30日閉店
- 名古屋店（名古屋市中区）- 2020年（令和2年）12月6日を以て閉店し、名古屋大須本店に移転
- 秋葉原3rd店（東京都千代田区）
- 秋葉原DT店（東京都千代田区）

秋葉原3rd店、DT店の2店は2021年（令和3年）2月28日を以て閉店し、秋葉原本店と統合
- 豊橋店（愛知県豊橋市）- 2021年（令和3年）10月3日を以て閉店し、同年10月9日に別会社が運営する「トレカステーション豊橋店」に業態変更
- 天神店（福岡市中央区）- 2025年（令和7年）6月30日閉店

## 特徴
各ショップに、デュエルルームが設置されており、新製品販売時のイベントや、公認大会などを随時行っている。（デュエルルームが無いショップも存在する）
マスコットキャラクターはステコ（仮）とホビオ（仮）と、てんちょー（仮）、キャラクターデザインは原田たけひと